# Trap Nation
Trap Nation是一家美国音乐赞助者，因在其YouTube频道上发布电子音乐而闻名。

## 历史
Trap Nation由 Andre Willem Benz 和 Kevin Field 于 2012 年 9 月在他们15岁的时候创立。 除了 Trap Nation 之外，Benz 还创建了其他频道，其中第一个频道 Chill Nation 成立于 2014 年 2 月此后，这些频道由 The Nations 雇佣的其他管理人管理。(The Nations 是一家掌控所有Nation频道（如Trap Nation）和 Lowly Palace 公司的公司。)截至 2020 年 4 月，Benz仍然与另一位叫做Jean的负责人运营着Trap Nation频道。
到 2016 年底，Trap Nation 被Tubefilter列为订阅数增长最快的 10 个 YouTube 频道之一，平均每周播放量达到 7000 万次。  
截至 2021 年，Trap Nation 拥有了超过 3000 万订阅者，自从 2018 年以来，平均每月新增订阅者 56 万人。

### Lowly Palace
2016年9月，Trap Nation自家的独立唱片公司Lowly Palace成立。 在不到一年的时间里，Lowly Palace的Youtube频道便有了近 50 万订阅者。 

## 活动
2016 年，Trap Nation 在康涅狄格州丹伯里首次举办现场活动，Botnet 和 Lukas 也参加了此次演出。 
Trap Nation 参加了 2017 年 3 月的SXSW活动，有 Illenium 、 San Holo 、 Whethan等一系列艺术家出场。  
2017 年 6 月，Trap Nation 在EDC举办了最大规模的art car活动，有超过 4,000 人参加。出场阵容包括Alan Walker 、Troyboi 、 Boombox Cartel 、Autograf 等表演者。  

## 收购
2022 年 4 月，The Nations 公司将多数股权 （页面存档备份，存于）以未知金额出售给Create Music Group （页面存档备份，存于） 。

## 荣誉
2015 年，Trap Nation 被列入 YouTube 十大首选Google /YouTube 音乐合作伙伴。 
2017 年 6 月，Trap Nation 是 YouTube 上订阅量第 44 位的频道，总观看次数已超过 50 亿次。  Trap Nation 还被Billboard 与 Monstercat 、MrSuicideSheep、Proximity 和 Majestic Casual 并列评为 YouTube 上排名第一的舞曲管理者。 